# Câu lạc bộ bóng đá Lanexang United
Câu lạc bộ bóng đá Lanexang United (Tiếng Lào ສະໂມສອນລ້ານຊ້າງຢູໄນເຕັດ) là câu lạc bộ bóng đá chuyên nghiệp ở Lào. Đội bóng đang tham gia giải bóng đá hàng đầu quốc gia Lao Premier League với sân nhà là sân vận động Lanexang ở Viêng Chăn.

## Sân vận động
Sân vận động Lanexang là một sân vận động bóng đá có sức chứa 4,000 người ở Viêng Chăn, Lào.

## Trang phục thi đấu
| Thời gian | Nhãn hiệu   | Nhà tài trợ           |
| --------- | ----------- | --------------------- |
| 2014      | KELA        | Intra Corporation     |
| 2015      | Warrix      | Krung Thai Bank       |
| 2016      | Real United | Petroleum Trading Lao |

## Cầu thủ
Ghi chú: Quốc kỳ chỉ đội tuyển quốc gia được xác định rõ trong điều lệ tư cách FIFA. Các cầu thủ có thể giữ hơn một quốc tịch ngoài FIFA.
| Số | VT | Quốc gia | Cầu thủ               |
| -- | -- | -------- | --------------------- |
| 4  | TĐ | Lào      | Daoneua Siviengxay    |
| 7  | TV | Lào      | Phoutthavong Saphukdy |
| 9  | TĐ | Uruguay  | Diego Emilio Silva    |
| 22 | TV | Nhật Bản | Uchida Kosuke         |
| 24 | TV | Úc       | Kaz Patafta           |
| 27 | TV | Lào      | Urai Ludovic          |

| Số | VT | Quốc gia | Cầu thủ                   |
| -- | -- | -------- | ------------------------- |
| 25 | TĐ | Lào      | Khampheng Sayavutthi      |
| 26 | TV | Lào      | Soukaphone Vongchiengkham |
| 30 | TM | Lào      | Phoutpasong Sengdalavong  |
| 32 | TV | Lào      | Manolom Phomsouvanh       |

## Cựu cầu thủ
- Khonesavanh Sihavong
- Daoneua Siviengxay
- Sengdao Inthilath
- Vilayout Sayyabounsou
- Phoutthasay Khochalern
- Aaron Evans
- Alireza Jamali
- Diego Emilio Silva
- Argzim Redžović

## Thành tích quốc tế
| 2016 | Giải vô địch các câu lạc bộ sông Mê Kông | Vòng 1    | SHB Đà Nẵng       | 2-1     |     |        |
| 2016 | Giải vô địch các câu lạc bộ sông Mê Kông | Vòng 1    | Yadanarbon        | 3-3     |     |        |
| 2016 | Giải vô địch các câu lạc bộ sông Mê Kông | Bán kết   | Boeung Ket Angkor | 0-3     |     |        |
| 2016 | Giải vô địch các câu lạc bộ sông Mê Kông | Chung kết | Buriram United    | 1-0     | 0-2 | Á quân |
| 2017 | Cúp AFC                                  | Bảng H    | Home United       | Rút lui |     |        |
| 2017 | Cúp AFC                                  | Bảng H    | Than Quảng Ninh   | Rút lui |     |        |

## Danh hiệu

### Cấp quốc gia
- Giải bóng đá vô địch quốc gia Lào
  - Vô địch (1): 2016

### Cấp quốc tế
- Giải bóng đá vô địch các câu lạc bộ sông Mê Kông
  - Á quân: 2016

## Huấn luyện viên
| Tên               | Năm                  |
| ----------------- | -------------------- |
| Eduardo Almeida   | Tháng 12 2014 - 2015 |
| Nikola Kavazovic  | Tháng 1 2016         |
| David Booth       | Tháng 1 2016         |
| Leonardo Vitorino | Tháng 5 2016         |

## Câu lạc bộ liên kết
- Nakhon Phanom F.C.